# Konrad Hallenbarter
Konrad Hallenbarter (ur. 1 grudnia 1953 w Obergesteln) – szwajcarski biegacz narciarski, zawodnik klubu SC Obergoms.
Startował na igrzyskach olimpijskich w Lake Placid w 1980 roku, zajmując siódme miejsce w sztafecie i 29. miejsce w biegu na 15 km. Na rozgrywanych cztery lata później igrzyskach olimpijskich w Sarajewie był między innymi piąty w sztafecie i dziewiąty na dystansie 50 km. Brał też udział w igrzyskach w Calgary, gdzie w swoim jedynym starcie nie ukończył rywalizacji w biegu na 15 km techniką klasyczną. Kilkukrotnie startował na mistrzostwach świata, najlepsze wyniki osiągając podczas MŚ w Seefeld in Tirol w 1985 roku, gdzie był piąty w sztafecie, dziesiąty w biegu na 30 km oraz osiemnasty na dystansie 50 km.
W Pucharze Świata zadebiutował 27 lutego 1982 roku w Holmenkollen, zajmując 17. miejsce w biegu na 50 km. Tym samym już w swoim debiucie zdobył pierwsze pucharowe punkty. Nigdy nie stanął na podium zawodów tego cyklu, najlepszy wynik osiągając 16 grudnia 1983 roku w Ramsau am Dachstein, gdzie był piąty w biegu na 30 km. W klasyfikacji generalnej sezonu 1983/1984 zajął ostatecznie 23. miejsce.
W 1983 zwyciężył w Biegu Wazów, jako pierwszy pokonując tę trasę w czasie poniżej 4 godzin.

## Osiągnięcia

### Igrzyska olimpijskie
| Miejsce | Dzień     | Rok  | Miejscowość | Konkurencja             | Czas biegu | Strata   | Zwycięzca            |
| ------- | --------- | ---- | ----------- | ----------------------- | ---------- | -------- | -------------------- |
| 29.     | 17 lutego | 1980 | Lake Placid | 15 km stylem klasycznym | 41:57,63   | +2:44,49 | Thomas Wassberg      |
| 7.      | 20 lutego | 1980 | Lake Placid | Sztafeta 4 × 10 km      | 1:57:03,46 | +6:33,11 | ZSRR                 |
| DNF     | 23 lutego | 1980 | Lake Placid | 50 km stylem klasycznym | 2:27:24,60 | -        | Nikołaj Zimiatow     |
| 28.     | 10 lutego | 1984 | Sarajewo    | 30 km stylem dowolnym   | 1:24:26,3  | +6:26,9  | Nikołaj Zimiatow     |
| 28.     | 13 lutego | 1984 | Sarajewo    | 15 km stylem klasycznym | 41:25,6    | +2:34,7  | Gunde Svan           |
| 5.      | 16 lutego | 1984 | Sarajewo    | Sztafeta 4 × 10 km      | 1:55:06,3  | +2:59,7  | Szwecja              |
| 9.      | 19 lutego | 1984 | Sarajewo    | 50 km stylem klasycznym | 2:15:55,8  | +5:15,8  | Thomas Wassberg      |
| DNF     | 19 lutego | 1988 | Calgary     | 15 km stylem klasycznym | 41:18,9    | -        | Michaił Diewiatjarow |

### Mistrzostwa świata
| Miejsce | Dzień       | Rok  | Miejscowość      | Konkurencja             | Czas biegu | Strata   | Zwycięzca          |
| ------- | ----------- | ---- | ---------------- | ----------------------- | ---------- | -------- | ------------------ |
| 43.     | 19 lutego   | 1978 | Lahti            | 30 km stylem klasycznym | 1:32:56,00 | +8:16,36 | Siergiej Sawieljew |
| 17.     | 26 lutego   | 1978 | Lahti            | 50 km stylem klasycznym | 2:46:43,06 | +9:02,00 | Sven-Åke Lundbäck  |
| 17.     | 27 lutego   | 1982 | Oslo             | 50 km stylem klasycznym | 2:32:00,9  | +9:41,6  | Thomas Wassberg    |
| 10.     | 18 stycznia | 1985 | Seefeld in Tirol | 30 km stylem klasycznym | 1:18:24,1  | ?        | Gunde Svan         |
| 5.      | 24 stycznia | 1985 | Seefeld in Tirol | Sztafeta 4 × 10 km      | 1:52:21,0  | +1:36,7  | Norwegia           |
| 18.     | 27 stycznia | 1985 | Seefeld in Tirol | 50 km stylem klasycznym | 2:10:49,9  | ?        | Gunde Svan         |

### Puchar Świata
W sezonach 1973/1974 - 1980/1981 Puchar Świata rozgrywany był nieoficjalnie.

#### Miejsca w klasyfikacji generalnej
- sezon 1979/1980: ?
- sezon 1980/1981: 18.
- sezon 1981/1982: 59.
- sezon 1982/1983: 38.
- sezon 1983/1984: 23.
- sezon 1984/1985: 43.

#### Miejsca na podium
1. Le Brassus – styczeń 1980 (15 km) – 3. miejsce (nieoficjalny PŚ)

Hallenbarter nigdy nie stanął na podium oficjalnych zawodów PŚ.